# Quetta Gladiators
Die Quetta Gladiators sind eine Cricketmannschaft in Quetta. Das Franchise spielt seit der Saison 2016 in der Pakistan Super League (PSL). Bisher konnten sie die Meisterschaft ein Mal, im Jahr 2019, gewinnen.

## Geschichte

### Die Anfänge
Die Mannschaft war als eine der Gründungsmitglieder Teams der PSL im Jahr 2016. Es wurde bei der Auktion der Franchises im Dezember 2015 für 1,1 Millionen US-Dollar pro Jahr für eine 10-jährige Laufzeit durch Omar Associates erworben. Es war damit das Franchise was am wenigsten Geld in die Auktion einbrachte. In der darauf folgenden Spielerauktion sicherte sich das Team in der ersten Runde den Engländer Kevin Pietersen. In der ersten Saison konnten sie in der Vorrunde den zweiten Platz belegen und qualifizierten sich so für die Playoffs. Im ersten Spiel gelang ihnen mit einem Sieg gegen die vor ihnen platzierten   Peshawar Zalmi der direkte Einzug ins Finale. Dort verloren sie dann mit 6 Wickets gegen die Islamabad United.
In der zweiten Saison im Jahr 2017 belegten sie abermals den zweiten Platz und zogen wieder mit einem Sieg gegen Peshawar Zalmi ins Finale ein. Dort trafen sie erneut auf Peshawar und unterlagen abermals das Finale mit 58 Runs.
Für die dritte Saison wählten sie als ihren wichtigsten neuen Spieler im Draft Carlos Brathwaite. In der Vorrunde erzielten sie mit einer ausgeglichenen Bilanz den vierten Platz und spielten im Halbfinale gegen Peshawar. Dieses Spiel verloren sie mit 1 Run und schieden aus.

### Erfolg und Niederlage
In der vierten Saison 2019 belegte das Team mit sieben Siegen wieder den zweiten Platz in der Vorrunde. Im Halbfinale konnten sie Peshawar mit 10 Runs schlagen und so direkt ins Finale einziehen. Dort trafen sie abermals auf Peshawar und konnten durch die Leistungen von Bowler Mohammad Hasnain und Batsman Ahmed Shehzad einen 8 Wickets Sieg erzielen und damit das erste Mal die Meisterschaft für Quetta gewinnen.
Als wichtigsten Spieler für die neue Saison konnten sie in der Spielerauktion den Engländer Jason Roy verpflichten. In der Saison selbst waren sie nicht erfolgreich. So konnten sie nur vier Spiele gewinnen und waren damit Punktgleich mit Peshawar Zalmi. Auf Grund der schlechteren Net Run Rate hatten sie doch im letzten Spiel gegen die Karachi Kings eine unmögliche Run-Zahl zu erzielen. Somit schieden sie dann erstmals in der Vorrunde aus.

## Abschneiden in der PSL
Das Team schnitt in der PSL wie folgt ab:
| Jahr | Spiele | Siege | Niederlagen | No Result | Endplatzierung (Vorrunde) |
| ---- | ------ | ----- | ----------- | --------- | ------------------------- |
| 2016 | 8      | 6     | 2           | 0         | Finale (2/5)              |
| 2017 | 8      | 4     | 3           | 1         | Finale (2/5)              |
| 2018 | 10     | 5     | 5           | 0         | Viertelfinale (4/6)       |
| 2019 | 10     | 7     | 3           | 0         | Sieger (2/6)              |
| 2020 | 10     | 4     | 5           | 1         | Vorrunde (5/6)            |